# Mogens Venge
Mogens Vendelbo Venge (født 29. marts 1912 i København, død 16. april 1996 i Hellebæk) var en dansk hockeyspiller, der deltog på det danske landshold ved OL 1936 i Berlin samt 1948 i London. Venge spillede for Københavns Hockeyklub og opnåede i alt 17 landskampe i perioden 1931-1948.
I 1936 blev Danmark delt nummer syv blandt de elleve deltagende hold efter nederlag i indledende runde til Tyskland og uafgjort mod Afghanistan samt i nederlag i to placeringskampe mod henholdsvis Schweiz og Japan.
I 1948 blev Danmark nummer 13 og sidst efter tre nederlag og et uafgjort resultat i den indledende pulje; dermed var Danmark elimineret fra turneringen.